# 弗里德里希·霍赫鲍姆
弗里德里希·霍赫鲍姆（Friedrich Hochbaum，1894年8月7日－1955年1月28日）是第二次世界大戰期间的德国将军。他曾獲頒騎士鐵十字勳章並出任第34步兵師師長以及第18軍軍長。霍赫鲍姆于1945年5月向苏联军队投降，之後被蘇聯方面囚禁。 1955年1月，他在囚禁期间去世。